# Evangelho segundo João
O Evangelho segundo João (em grego:  Τὸ κατὰ Ἰωάννην εὐαγγέλιον, transl.: Tò katà Iōánnēn euangélion), também referido como Evangelho de João, o Quarto Evangelho ou simplesmente João, é um dos quatro Evangelhos canônicos no Novo Testamento. Ele tradicionalmente está posicionado como o quarto Evangelho, sucedendo aos Evangelhos sinóticos de Mateus, Marcos e Lucas.
Apesar do autor do Evangelho de João ser anônimo, a tradição cristã geralmente a atribui para João, o Apóstolo, filho de Zebedeu e um dos doze apóstolos de Jesus. Este Evangelho está tão relacionado em estilo e conteúdo com as outras três epístolas joaninas que os estudiosos tratam estes quatro livros, juntamente com o Livro de Apocalipse, como uma única coleção de escritos dentro da literatura joanina, embora não necessariamente tenham sido escritos pelo mesmo autor.
Alguns estudiosos sugeriram que uma tradição tenha se desenvolvido em torno da "comunidade joanina", que deu origem a este Evangelho. A descoberta de um grande número de fragmentos de papiro de manuscritos com temas joaninos levou mais estudiosos a reconhecer que os textos estavam entre os mais influentes da Igreja primitiva. Os discursos contidos neste Evangelho tiveram seu enfoque em questões do debate igreja-sinagoga no momento da sua composição. É notável que, em João, a comunidade parece definir-se principalmente em contraste com o judaísmo, e não como parte de uma comunidade cristã mais ampla. Embora o cristianismo tenha começado como um movimento dentro do judaísmo, ele se separou gradualmente do judaísmo por causa de mútua oposição entre as duas religiões.

## Estrutura e conteúdo
O Evangelho de João pode ser dividido em quatro seções: um prólogo (João 1:1-18), um Livro dos Sinais (João 1:19-50), um Livro da Glória (João 13:1-20,31) e um epílogo (21). A estrutura é esquemática: existem sete "sinais" que culminam na ressurreição de Lázaro (prenunciando a ressurreição de Jesus) e sete provérbios e discursos sobre "Eu sou", que culminaram com a proclamação de Jesus como "meu senhor e meu Deus" - o mesmo título (dominus et deus) reivindicado pelo imperador romano Domiciano.

### Prólogo
No prólogo do Evangelho de João, o autor inicia citando que "No princípio era o Verbo e o Verbo estava com Deus, e o Verbo era Deus". Ele coloca Jesus como figura cósmica como o Logos foi feito carne e revelado por Deus, dando a salvação aos que nele acreditam. João Batista, André e Natanael testemunham ele como o Cordeiro de Deus, o Filho de Deus, e o Cristo.

### Livro dos Sinais
O Livro dos Sinais aborda a narrativa do ministério público de Jesus, iniciando com a apresentação dos primeiros discípulos de Jesus. Consiste em sete milagres ou "sinais", intercalados com longos diálogos, discursos, e trechos "amém, amém", e "Eu Sou", que culminaram com a ressurreição de Lázaro dentre os mortos. Em João, é isso, e não a limpeza do Templo, que leva as autoridades a ter executado Jesus. Os sete sinais consistem no milagre de Jesus no casamento em Caná, na cura do filho do oficial real, na cura do paralítico em Betesda, na alimentação dos 5.000, na caminhada sobre a água, na cura do homem nascido cego, e na ressurreição de Lázaro. Outros incidentes relatados neste segmento do Evangelho incluem a limpeza do Templo; a conversa de Jesus com o fariseu Nicodemos, onde ele explica a importância do renascimento espiritual; a sua conversa com a samaritana no poço, onde ele fala o Discurso sobre a Água da Vida; o Discurso do Pão da Vida, que levou muitos de seus discípulos a rejeitarem-o; a mulher adúltera; o argumento de que Jesus é a Luz do Mundo; a resposta de Jesus a Pilatos; a perícope do Bom Pastor; a rejeição de Jesus pelos judeus; o versículo Jesus chorou; o plano para matar Jesus; a unção de Jesus; a entrada triunfal em Jerusalém; a predição da glorificação do Filho do Homem; e a predição do Juízo Final.

### Livro da Glória

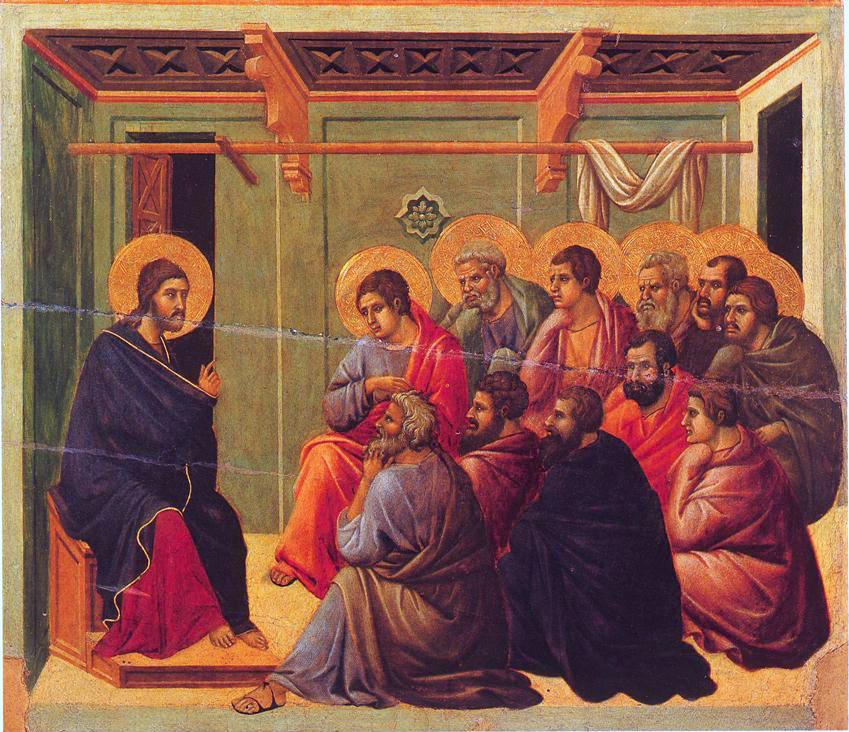
Jesus realizando o discurso de adeus para os seus onze discípulos remanescentes. Arte de Maestà of Duccio, datada de 1308–1311

O Livro da Glória aborda a narrativa da Paixão de Cristo, da Ressurreição de Jesus e das aparições de Jesus após a ressurreição. Ele inicia a narrativa da Paixão com um relato da Última Ceia que difere significativamente daquela encontrada nos Evangelhos sinóticos, com Jesus lavando os pés dos discípulos em vez de inaugurar uma nova aliança de seu corpo e sangue. Isto é sucedido pelo discurso de adeus de Jesus, um relato de sua traição, prisão, julgamento, morte, sepultamento, aparições após a ressurreição, e um convite final para seus seguidores. Também inclui a negação de Pedro, a instituição do Novo Mandamento e da Nova Aliança, a promessa de Paráclito, a promessa da Videira Verdadeira, a Oração do Sumo Sacerdote, a zombaria com Jesus e a coroação com espinhos, o Ecce homo, a descoberta do túmulo vazio, o Noli me tangere, a Grande Comissão e a incredulidade de Tomé. A seção termina com uma conclusão sobre o propósito do Evangelho: "[tais relatos] foram escritos para que creiais que Jesus é o Cristo, o Filho de Deus, e para que, crendo, tenhais vida em seu nome.".

### Epílogo
O epílogo, registrado no capítulo 21 do Evangelho de João, aborda a aparição de Jesus após a ressurreição para os seus discípulos, em um lago, a pesca milagrosa, a profecia da crucificação de Pedro, a restauração de Pedro, e o fato dele ser o Discípulo amado. A maioria dos estudiosos acredita que este capítulo seja uma adição ao Evangelho em si.

## Composição e configuração

### Autoria, data e origem
O autor do Evangelho de João é anônimo. De acordo com uma tradição da Igreja que data do segundo século, primeiramente atestada por Ireneu de Lyon, o autor foi "o discípulo que Jesus amou" mencionado em João 21:24, que é entendido como João, filho de Zebedeu, um dos doze discípulos de Jesus. Essas identificações, no entanto, são rejeitadas por muitos estudiosos bíblicos modernos. No entanto, o autor do quarto Evangelho às vezes é chamado de João, o Evangelista, muitas vezes por conveniência, uma vez que o nome definitivo do autor é ainda discutido. A obra de João frequentemente é datada de 90-110 Os estudiosos acreditam que o texto passou por duas a três redações, ou "edições", antes de chegar à sua forma atual.
João, que geralmente descreve os oponentes de Jesus simplesmente como "os judeus", é mais consistentemente hostil aos "judeus" do que qualquer outro livro do Novo Testamento. O historiador e ex-sacerdote católico romano James Carroll afirma: "O clímax deste movimento vem no capítulo 8 de João, quando Jesus é retratado como denunciando "os judeus" que estavam reunidos no Templo como descendentes de Satanás". Em João 8:44, Jesus diz aos judeus: "Vós tendes por pai ao diabo, e quereis satisfazer os desejos de vosso pai. Ele foi homicida desde o princípio, e não se firmou na verdade, porque não há verdade nele." Em 8:38 e 11:53, "os judeus" são retratados como cidadãos com desejo de matar a Jesus. No entanto, Carroll adverte que esta e outras declarações semelhantes no Evangelho segundo Mateus e na Primeira Epístola aos Tessalonicenses devem ser vistas como "evidência não do ódio dos judeus, mas dos conflitos sectários entre os judeus" nos primeiros anos da igreja cristã.
Conforme observado pelo estudioso do Novo Testamento Obrey M. Hendricks, Jr.: "Embora sua interpretação mordaz sobre os judeus tenha aberto acusações a João de antissemitismo, uma leitura cuidadosa revela que "os judeus" são uma designação de classe, não uma religião ou agrupamento étnico, em vez de denotar adeptos do judaísmo em geral, o termo refere-se principalmente às autoridades religiosas hereditárias do Templo". Nos séculos seguintes, João foi usado para apoiar a polêmicas antissemitas, mas o autor do Evangelho se considerava como um judeu, defendeu Jesus e seus seguidores como judeus, e provavelmente escreveu para uma comunidade em grande parte judaica.

### Confiabilidade histórica
Os ensinamentos de Jesus encontrados nos Evangelhos sinóticos são muito diferentes dos registrados em João, e desde o século XIX os estudiosos aceitam quase por unanimidade que esses discursos joaninos são menos prováveis de serem históricos do que as parábolas sinóticas, e provavelmente foram escritos para fins teológicos.
Da mesma forma, os estudiosos geralmente concordam que João não é totalmente visto como sem valor histórico: certas afirmações contidas no Evangelho de João são tão antigas ou mais antigas que comparadas a seus pares sinóticos, como a sua representação da topografia em torno de Jerusalém é frequentemente relatada como superior a dos sinóticos. Além disso, o seu testemunho de que Jesus foi executado um dia antes da Páscoa pode ser mais preciso que o de Mateus, Marcos e Lucas, a sua apresentação de Jesus no jardim e a reunião realizada pelas autoridades judaicas antes da morte dele são possivelmente mais historicamente plausíveis do que comparada a seus paralelos sinóticos.

### História textual e posicionamento no Novo Testamento

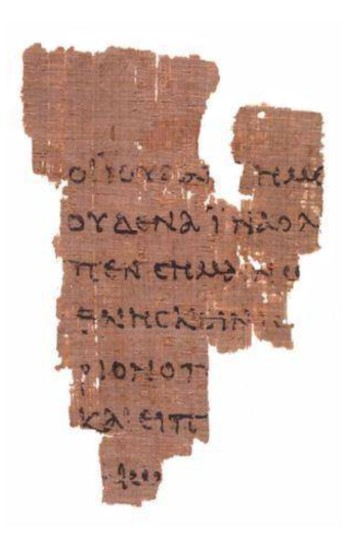
O Papiro P52 provavelmente é o primeiro fragmento do Novo Testamento; sua caligrafia é datada para cerca de 125

O Papiro Biblioteca Rylands, também conhecido como Papiro P52, um fragmento de papiro grego com os trechos de João 18:31-33 de um lado e 18:37-38 do outro, geralmente datado da primeira metade do século II, é o manuscrito conhecido mais antigo do Novo Testamento conhecido. Um texto substancialmente completo de João existe desde o início do século III, no mais tardar, de modo que a evidência textual para este Evangelho seja comumente aceita como anterior e mais confiável do que para qualquer outro. João ocupa o quarto lugar no ordenamento padrão dos Evangelhos, depois de Mateus, Marcos e Lucas.

## Teologia

### Cristologia
O Evangelho de João apresenta uma "alta Cristologia", que representa Jesus como divino, e ainda subordinado ao único Deus. João dá mais foco à relação do Filho com o Pai do que os sinóticos, como se vê no capítulo 17 do Evangelho. Nos sinóticos, Jesus fala frequentemente sobre o Reino de Deus, enquanto seu próprio papel divino é ocultado, porém, em João, Jesus fala abertamente sobre seu papel divino, enfatizando a declaração de identidade "Eu Sou o Que Sou" do Deus judeu com várias declarações "Eu Sou" que também o identificam com símbolos de grande importância. Ele diz: "Eu sou":
- o pão da vida"[44]
- "a luz do mundo"[45]
- "a porta das ovelhas"[46]
- "o bom pastor"[47]
- "a ressurreição e a vida"[48]
- "o caminho, a verdade e a vida"[49] e
- "a videira verdadeira"[50]

### Logos
No prólogo, João identifica Jesus como o Logos (Verbo). Na filosofia da Grécia Antiga, o termo logos significava o princípio da razão cósmica. Nesse sentido, era semelhante ao conceito hebraico de sábio, companheiro de Deus e ajudante íntimo da criação. O filósofo judeu helenístico Fílon de Alexandria fundiu esses dois temas quando descreveu o Logos como o criador e mediador de Deus com o mundo material. O evangelista adaptou a descrição de Fílon do Logos, aplicando-o a Jesus, a encarnação do Logos.
O verso de abertura de João é traduzido como "o Verbo estava com Deus e o Verbo era Deus" em todas as Bíblias de língua portuguesa "ortodoxas". No entanto, há pontos de vista alternativos, como a Tradução do Novo Mundo das Escrituras Sagradas, das Testemunhas de Jeová, que apresenta "A Palavra estava com Deus e a Palavra era um deus". A Versão Acadêmica do Evangelho, desenvolvida pelo Jesus Seminar, traduz vagamente a frase como "O Logos era o que Deus era", oferecenddo uma melhor representação da intenção original do evangelista.

### Cruz
A representação da morte de Jesus em João é única entre os quatro Evangelhos. Não parece estar relacionado aos tipos de teologia da expiação indicativa do sacrifício vicário, como em Marcos e em Romanos; mas apresenta a morte de Jesus como sua glorificação e retorno para junto do Pai. Do mesmo modo, as três "previsões da Paixão" dos Evangelhos sinóticos são substituídas em João, com três instâncias de Jesus explicando como ele será exaltado ou "levantado". O verbo para "levantado" reflete o duplo sentido no trabalho na teologia da cruz de João, pois Jesus está tanto fisicamente erguido da terra no momento da crucificação, como ao mesmo tempo, exaltado e glorificado.

### Sacramentos
Entre as áreas mais controversas de interpretação de João é a sua teologia sacramental. Os pontos de vista dos estudiosos caíram em um amplo espectro que varia de anti-sacramental e não sacramental, sacramental, ultra-sacramental e hiper-sacramental. Os estudiosos discordam tanto sobre se e com que frequência João se refere aos sacramentos, e no grau de importância que ele coloca sobre eles.
De acordo com o teólogo Rudolf Bultmann, existem três alusões sacramentais: uma para o batismo, uma para a Eucaristia e uma para ambos. Ele acreditava que essas passagens eram mais tarde interpolações, embora a maioria dos estudiosos agora rejeitem esta opinião. Alguns estudiosos do lado mais sacramental do espectro negam que existam alusões sacramentais nessas passagens ou no Evangelho como um todo, enquanto outros veem o simbolismo sacramental aplicado a outros assuntos nessas e outras passagens.
Oscar Cullmann e Bruce Vawter, um protestante e um católico, respectivamente, e ambos no extremo sacramental mais forte do espectro, encontraram alusões sacramentais na maioria dos capítulos. Cullmann encontrou referências ao batismo e à Eucaristia ao longo do Evangelho, enquanto Vawter encontrou referências adicionais ao matrimônio no capítulo 2, na unção dos enfermos no capítulo 12, e penitência no capítulo 20. Em direção ao centro do espectro, Raymond Brown é mais cauteloso do que Cullmann e Vawter, mas mais indulgente do que Bultmann e seus seguidores, identificando várias passagens como contendo alusões sacramentais.
A maioria dos estudiosos no extremo mais sacramental do espectro avalia os sacramentos como sendo de grande importância para o evangelista. No entanto, talvez de forma contraditória, alguns estudiosos que encontram menos referências sacramentais, como Udo Schnelle, veem as referências e as consideram tão importantes também. Schnelle, em particular, considera o sacramentalismo de João como um contra-caso do anti-sacramentalismo docetista. Por outro lado, embora tenha concordado que existem passagens antidocetistas, James Dunn vê a ausência de uma narrativa institucional eucarística como evidência de um anti-sacramentalismo em João, destinado a alertar contra uma concepção da vida eterna como dependente do ritual físico.

### Individualismo
Em comparação com os Evangelhos sinóticos, o Evangelho de João é notavelmente individualista, no sentido de que enfatiza mais a relação do indivíduo com Jesus do que a natureza corporativa da Igreja. Isto é em grande parte constatado através da estrutura gramatical consistentemente singular de vários ditos aforísticos de Jesus ao longo do Evangelho. De acordo com Richard Bauckham, a ênfase nos crentes que entram em um novo grupo após a sua conversão está visivelmente ausente dos textos de João. Há também um tema de "coinerência pessoal", isto é, a relação pessoal íntima entre o crente e Jesus em que o crente "permanece" em Jesus e Jesus no crente.
Já de acordo com C. F. D. Moule, as tendências individualistas do Quarto Evangelho poderiam potencialmente dar origem a uma escatologia alcançada ao nível do crente individual. Alguns estudiosos argumentaram que o Discípulo amado devem ser todos os seguidores de Jesus, convidando a todos para um relacionamento pessoal com Cristo. Além disso, a ênfase no relacionamento do indivíduo com Jesus no Evangelho sugeriu sua utilidade para a contemplação sobre a vida de Cristo.

### João Batista
O relato de João Batista é diferente do dos Evangelhos sinóticos, sendo que neste Evangelho, João não é chamado de "Batista". O ministério de João Batista se sobrepõe com o de Jesus; o batismo de Jesus que ele realizou não é explicitamente mencionado, mas seu testemunho de Jesus é inequívoco e evidente. O evangelista quase certamente conhecia a história do batismo de Jesus feito por João e ele faz um uso teológico primordial disso. Ele subordina João Batista a Jesus, talvez em resposta aos membros da seita de Batista, que consideravam o movimento de Jesus como uma derivação de seus movimentos. No Evangelho de João, Jesus e seus discípulos vão para a Judeia no início do ministério de Jesus antes que João Batista fosse preso e executado por Herodes.

### Elementos gnósticos
Na primeira metade do século XX, muitos estudiosos, incluindo principalmente Rudolph Bultmann, argumentaram com força que o Evangelho segundo João tem elementos em comum com o gnosticismo. O gnosticismo cristão não se desenvolveu completamente até meados do século II e, portanto, os cristãos proto-ortodoxos do século II concentraram muito esforço em examiná-lo e refutá-lo. Dizer que o Evangelho segundo João continha elementos do gnosticismo é assumir que o gnosticismo havia se desenvolvido a um nível que exigia que o autor respondesse a ele. Bultmann, por exemplo, argumentou que o tema de abertura do Evangelho segundo João, o Logos preexistente, juntamente com a dualidade entre luz e trevas, eram originalmente temas gnósticos que João adotou. Outros estudiosos, como por exemplo, Raymond E. Brown, argumentaram que o tema preexistente do Logos surge dos escritos judaicos mais antigos no oitavo capítulo do Livro de Provérbios, e foi totalmente desenvolvido como um tema no judaísmo helenístico por Fílon de Alexandria. A descoberta dos Manuscritos do Mar Morto em Qumran verificou a natureza judaica desses conceitos. A estudiosa April DeConick sugeriu a leitura de João 8:56 em apoio a uma teologia gnóstica, no entanto, estudos recentes lançaram dúvidas sobre a veracidade da sua afirmação.
Os gnósticos leram João, mas o interpretaram de maneira diferente da que os agnósticos fizeram. O gnosticismo ensinou que a salvação vinha da gnosis, do conhecimento secreto, e os gnósticos não viam Jesus como um salvador, mas um revelador de conhecimento. Estudiosos como Barnabas Lindars são defensores de que o Evangelho ensina que a salvação só pode ser alcançada através da sabedoria revelada, especificamente na crença em Jesus.
Raymond Brown afirma que "a imagem joanina de um Salvador que veio de um mundo alienígena lá em cima, que disse que nem ele nem aqueles que o aceitaram eram deste mundo" e que prometeram voltar para levá-los a uma habitação celestial poderia ser encaixada na imagem gnóstica do mundo. Ele sugeriu que semelhanças entre o Evangelho de João e o gnosticismo podem surgir de raízes comuns na literatura apocalíptica judaica.

## Comparação com os sinóticos

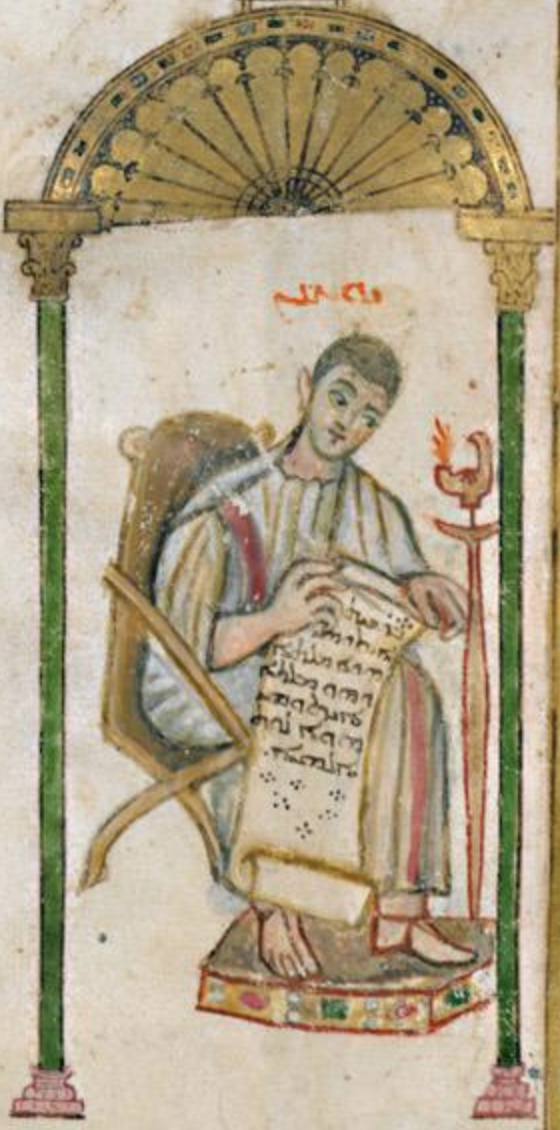
A representação de uma capitulação de um cristão sírio para o Santo João, o Evangelista

O Evangelho de João é significativamente diferente dos Evangelhos sinóticos, com grandes variações no material, na ênfase teológica, na cronologia e no estilo literário. Há também algumas discrepâncias entre João e os sinóticos, o que resulta em algumas contradições.
João não tem descrição de episódios vistos nos sinóticos, como o batismo de Jesus, o chamado dos Doze, os exorcismos, as parábolas, a Transfiguração e a Última Ceia. Por outro lado, inclui cenas não encontradas nos sinóticos, como a de Jesus transformando a água em vinho no casamento em Caná, a ressurreição de Lázaro, Jesus lavando os pés de seus discípulos e várias visitas a Jerusalém.
No quarto Evangelho, a mãe de Jesus, Maria, embora mencionada com frequência, nunca é identificada pelo nome. João afirma que Jesus era conhecido como o "filho de José" em João 6:42. Para João, a cidade de origem de Jesus é irrelevante, pois ele vem de além deste mundo, e sim de Deus Pai.
Enquanto João não menciona diretamente o batismo de Jesus, ele cita a descrição de João Batista da descida do Espírito Santo como uma pomba, como acontece no batismo de Jesus nos sinóticos. Os principais discursos sinóticos de Jesus estão ausentes, incluindo o Sermão da Montanha e o Discurso das Oliveiras, além de que os exorcismos dos demônios não são mencionados em nenhuma ocasião, ao contrário dos sinóticos. João nunca lista todos os Doze Discípulos e nomeia pelo menos um discípulo, Natanael, cujo nome não é encontrado nos sinóticos. Tomé recebe um apelido além de seu nome, onde é descrito como "Tomé, o Dídimo".
Jesus é identificado com o Verbo ("Logos"), e o Verbo é identificada com theos ("deus" em grego); nenhuma identificação sobre tal é feita nos sinóticos. Em Marcos, Jesus exorta os discípulos a manter sua divindade em segredo, mas em João ele é muito aberto ao discutir isso, mesmo se referindo a si mesmo como "Eu sou", o título que Deus atribui a si mesmo em Êxodo em sua auto-revelação a Moisés. Nos sinóticos, o tema principal é o Reino de Deus e o Reino dos Céus (o último especificamente em Mateus), enquanto o tema de João é Jesus como a fonte da vida eterna e o Reino é mencionado apenas duas vezes. Em contraste com a expectativa sinótica do Reino (usando o termo parousia, que significa "presença"), João apresenta uma escatologia mais individualista.
Também há discrepâncias relacionadas a fatos cronológicos, pois de acordo com os sinóticos, o ministério de Jesus decorre em um único ano, mas no de João ele acontece em três, como evidenciado por referências a três passagens da Páscoa. Os eventos não estão todos na mesma ordem: a data da crucificação é diferente, como é o tempo da unção de Jesus em Betânia, e a limpeza do templo ocorre no início do ministério de Jesus e não perto do seu fim.
No que diz respeito ao estilo literário, o vocabulário é diferente e cheio de importação teológica: em João, Jesus não executa "milagres" (em grego:  δῠνάμεις, transl.: dynámeis, sing. δύνᾰμῐς, dýnamis), mas "sinais" (em grego:  σημεῖᾰ, transl.: sēmeia, sing. σημεῖον, sēmeion) que revelam a sua identidade divina. A maioria dos estudiosos considera que João não contém parábolas. Em vez disso, contém histórias ou alegorias metafóricas, como as do Bom Pastor e da Videira Verdadeira, em que cada elemento individual corresponde a uma pessoa, grupo ou coisa específica. Alguns estudiosos, no entanto, encontram algumas parábolas como a história curta da mulher materna ou do grão que está morrendo.
Ainda observam-se discrepâncias de conteúdo entre os Evangelhos, pois de acordo com os sinóticos, como no episódio da prisão de Jesus, que segundo Marcos, Mateus e Lucas foi uma reação à limpeza do templo, enquanto, segundo João, foi desencadeada pela ressurreição de Lázaro. Os fariseus, retratados como uniformemente opostos a Jesus nos Evangelhos sinóticos, são retratados como divididos; eles discutem frequentemente entre si nos relatos de João. Alguns, como Nicodemos, chegam até a ser parcialmente simpatizantes de Jesus. Acredita-se que seja uma descrição histórica mais precisa dos fariseus, que fez do debate um dos princípios do seu sistema de crença.

## Representações

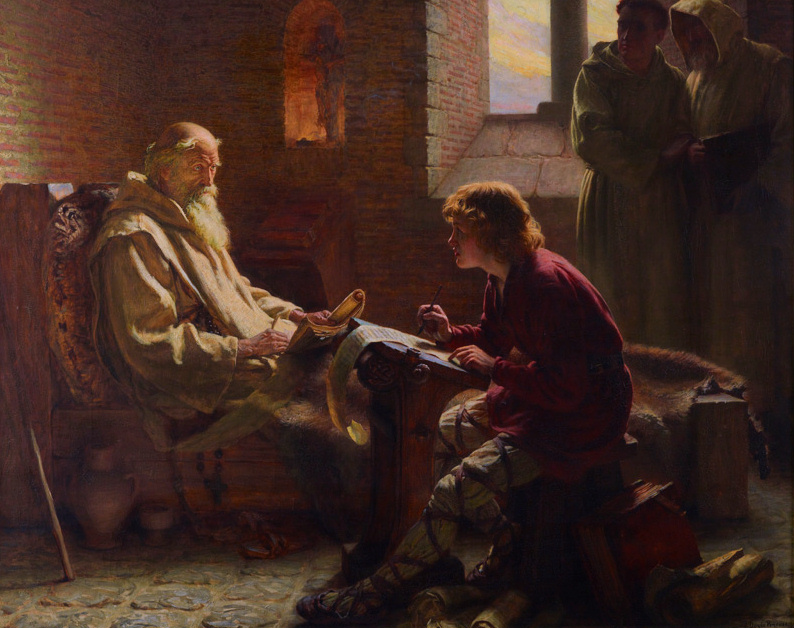
Beda traduzindo o Evangelho de João em seu leito de morte, por James Doyle Penrose, 1902

O Evangelho foi retratado em narrações ao vivo e dramatizado em produções, esquetes, peças e representações da Paixão de Cristo, bem como em filmes. A representação mais recente ocorreu no filme de 2014 "O Evangelho segundo João", dirigido por David Batty e narrado por David Harewood e Brian Cox, com Selva Rasalingam como Jesus. O filme de 2003, também denominado "O Evangelho segundo João", foi dirigido por Philip Saville, narrado por Christopher Plummer, e com Henry Ian Cusick no papel de Jesus.
Partes do Evangelho foram utilizadas para a composição de músicas. Um desses fragmentos está na canção "Come and See", de Steve Wariner, escrito para o 20º aniversário da Aliança para a Educação Católica e incluindo fragmentos líricos tirados do Livro dos Signos. Além disso, alguns compositores fizeram ajustes da Paixão como retratados no Evangelho, mais notavelmente o composto por Johann Sebastian Bach, embora alguns versos sejam baseados em passagens de Mateus.